# Solomon Burke
Solomon Burke (21. marts 1940 – 10. oktober 2010) var en amerikansk soul/blues-sanger og sangskriver.

## Diskografi
- Sweeter than sweetness ()
- Take Me ()
- King of rock 'n' soul ()
- Cry to me (1959)
- Home in your heart (1960)
- Proud Mary (1969)
- Music to make love by (1975)
- Sidewalks fences and walls (1979)
- A change is gonna come (1985)
- The definition of soul (1996)
- Don't Give Up On Me (2002)
- Soul alive (2002)
- Make do with what you got (2005)
- Nashville (2006)
- Like A Fire (2008)
- Nothing's Impossible (2010)